# 新BSディベート
『新BSディベート』（しんビーエス- ）は、NHK衛星第1テレビ（BS1）で放送された討論番組である。『BSディベート』の終了を受けて2007年4月29日に放送が開始された。

## 番組の概要
東京のスタジオと世界各地とを中継で結び、設定されたテーマについて討論する。中継は、テレビ電話やウェブカメラなどで行われる。番組は第1部と第2部に分かれており、途中で10分間「NHK BSニュース」が放送される。

## 放送時間
原則的に毎月最終日曜日の20:10 - 22:00に放送される。
- 第1部：20:10 - 22:00
- 第2部：21:10 - 22:00
放送時間は変更されることもある。
- 2008年10月は、第1週（5日）に放送された。放送時間も19:10からであった。
- 2007年度は、22:10 - 24:00の放送であった。

## 出演者
- 野村正育（アナウンサー）（2009年4月 - 、進行）
- 渡邊あゆみ（アナウンサー）（2007年4月 - 2008年3月、進行）（前身の「BSディベート」からの継続出演）
- 山口勝（アナウンサー）（2008年4月 - 2009年3月、進行）
- 吉井歌奈子（2009年4月 - 、レポーター）
- 川手飛鳥（2007年4月 - 2009年3月、レポーター）

## 関連番組
- BS討論
- インターネット ディベート
- BSディベートアワー
- BSディベート